# Tjeerd van der Zwan
Tjeerd Jan van der Zwan (Rheden, 19 januari 1954) is een Nederlands politicus en bestuurder. Hij is lid van de PvdA.

## Maatschappelijke carrière
Van 1976 tot 1981 studeerde Van der Zwan aan de lerarenopleiding Ubbo Emmius in Leeuwarden en haalde zijn tweedegraads bevoegdheid voor geschiedenis en Nederlands. Daarna heeft hij tot 1984 geschiedenis gestudeerd aan de Rijksuniversiteit Groningen maar die opleiding niet afgemaakt.
In 1985 werd Van der Zwan in Lelystad docent Nederlands en geschiedenis aan SG De Geldersman en daarnaast werd hij stafmedewerker van het Landelijk Bureau Racismebestrijding. Hij was ook bedrijfsadviseur en sectorhoofd bij Arbeidsvoorziening Amsterdam en directeur bij de Regionale Transfer Organisatie (Lelystad).

## Politieke carrière
In 1990 werd Van der Zwan namens de PvdA gekozen als lid van de gemeenteraad van Lelystad. In 1998 werd hij er wethouder van ruimtelijke ontwikkeling, stadsontwikkeling, economische zaken, grondbedrijf, onderwijs, cultuur, grotestedenbeleid en stadsbeheer. In 2002 werd hij er ook locoburgemeester.
Op 11 mei 2007 werd Van der Zwan burgemeester van Achtkarspelen. Op 10 juni 2011 werd hij burgemeester van Heerenveen en later dat jaar werd hij verkozen tot Friese politicus van het jaar. Op 1 januari 2014 werd Boornsterhem opgeheven waarbij een deel aan Heerenveen werd toegevoegd en op die datum werd hij waarnemend burgemeester van de nieuwe gemeente Heerenveen. Op 30 juni dat jaar werd hij er burgemeester.
Van 2015 tot 2018 was Van der Zwan voorzitter van de Vereniging van Friese gemeenten. Op 1 oktober 2023 is hij gestopt als burgemeester van Heerenveen. Tijdens een bijzondere raadsvergadering op 28 september dat jaar werd hij ereburger van Heerenveen. Op 1 januari 2024 werd hij voorzitter van de raad van toezicht van Welzijn Lelystad. Van 20 december 2024 tot 1 augustus 2025 was hij waarnemend burgemeester van Ommen.

## Privéleven
Van der Zwan trouwde en kreeg twee kinderen.